# Jonkheer
Jonkheer (equivalente femenino: jonkvrouw; en francés: Écuyer) es un honorífico en los Países Bajos que denota el rango más bajo dentro de la nobleza. En los Países Bajos, esto en general se refiere a un prefijo utilizado por la nobleza sin título. En Bélgica, este es el título más bajo dentro del sistema de nobleza, reconocido por la Corte de Casación. Es el afín y equivalente del noble alemán Junker, que se usó históricamente en toda la parte de habla alemana de Europa, y en cierta medida también dentro de Escandinavia.

## Honorífico de nobleza
Jonkheer o jonkvrouw se traduce literalmente como "joven señor" o "joven señorita". En la Edad Media, esa persona era un hijo joven y soltero de un caballero o noble de alto rango. Muchas familias nobles no podían mantener a todos sus hijos para convertirse en caballeros, debido al costoso equipo. Así que el hijo mayor de un caballero era un joven señor, mientras que sus hermanos permanecían como escuderos. [cita requerida]
Sin embargo, en los Países Bajos (y otras partes de Europa continental), solo el jefe de la mayoría de las familias nobles lleva un título, la herencia es del linaje masculino. Como resultado, la mayoría de la nobleza no tiene título en los Países Bajos. 'Jonkheer', o su equivalente femenino 'jonkvrouw', se desarrolló muy pronto en un significado diferente pero general: un honorífico para demostrar que alguien pertenece a la nobleza pero no posee un título. La abreviatura jhr. - Para hombres, o jkvr. - para mujeres, se coloca delante del nombre (títulos académicos anteriores, pero no estatales). 
El honorífico podría compararse más o menos con "Edler" en Austria o "Junker" en Alemania, aunque debido a circunstancias de la historia alemana y especialmente prusiana, "Junker" asumió connotaciones de militarismo ausentes del equivalente holandés. En la nobleza castellana, el término similar es hidalgo. Clasificando esto con la nobleza inglesa, es más o menos comparable con "El Honorable" cuando la persona sin título es hijo o hija de un caballero, barón, vizconde o conde hereditario; o "Lord" o "Lady" cuando la persona es miembro de la antigua nobleza sin título pero de alto rango (holandés) de antes de 1815 (es decir "Heer van X" o Señor de X).[cita requerida]
La cónyuge de un jonkheer no se llama jonkvrouw sino que se llama "Mevrouw", traducido al inglés como Madam (Señora), y abreviado como "Mrs". (con el uso del nombre de su esposo). Sin embargo, si ella es una jonkvrouw por derecho propio, puede ser designada como tal (junto con su apellido de soltera), a menos que elija usar el nombre de su esposo.

## Título de nobleza
Jonkheer es en Bélgica el título más bajo y una marca de estado neerlandesa oficial (no un título), como se indicó anteriormente, y es utilizado como tal, sobre todo por miembros de la familia real neerlandesa con el estilo Jonkheer van Amsberg. 
Sin embargo, a menudo, un título de nobleza puede ser reclamado por una familia cuyos miembros son reconocidos oficialmente solo como jonkheeren, el título no es reconocido por la monarquía moderna porque la familia está registrada como nobleza sin título y, por lo tanto, solo puede usar el honorífico o predicado, o porque la familia no ha solicitado el registro oficial del título, pero posee una concesión de nobleza que es anterior a la fundación del Reino de los Países Bajos en 1815. 
En Bélgica, varias familias pueden llevar el título hereditario de Jonkheer. Famosas fueron, durante su vida anterior: Jonkvrouw Mathilde d'Udekem d'Acoz (Reina Matilde de Bélgica) y Jonkvrouw Delphine Boël (Princesa Delfina de Bélgica).

## Corona

Corona heráldica de un jonkheer.

La corona de rango para la nobleza sin título en los Países Bajos y Bélgica es la misma que para el rango de un caballero hereditario, es decir Ridder: un círculo de oro liso con ocho puntos dorados, cada uno rematado con una perla; cinco de ellos se ven en una representación. Además, el círculo dorado de la corona heráldica está rodeado con un collar de perlas. 
Los titulares no reconocidos usan la misma corona de rango que los caballeros hereditarios, descritos anteriormente. Los títulos no reconocidos no pueden usar oficialmente una corona de rango y, por lo tanto, usar la corona que han sido históricamente otorgados, si es que tienen alguna. 

## Apodo
El uso más conocido de Jonkheer entre las personas de habla inglesa es la raíz del nombre de la ciudad de Yonkers, Nueva York. La palabra probablemente era un apodo, en oposición a un honorífico, asociado con Adriaen van der Donck; un joven legislador holandés, político pionero y terrateniente en Nueva Holanda. Si bien sus negocios comerciales no tuvieron mucho éxito, la ciudad de Yonkers toma su nombre de su firme trabajo en la formación del estado de Manhattan. 
La palabra, en referencia a Van der Donck, se escribe de manera diversa entre los eruditos modernos. En la introducción de Thomas F. O'Donnell a una traducción de la descripción de Van der Donck de la Nueva Holanda, se sugiere que van der Donck era conocido como "The Joncker". En el libro de Russell Shorto; La isla en el centro del mundo tiene "jonker", mientras que el libro de Edward Hagaman Hall sobre Philipse Manor Hall usa "youncker". "Jonker" (antiguo joncker de ortografía holandesa) es otra forma de la palabra "jonkheer". 
La calle Jonker (Jonkerstraat) en Malaca, Malasia, que deriva su nombre del holandés, se remonta a cuando los holandeses gobernaron Malaca de 1641 a 1798. 